# Tchalinga
Tchalinga è un arrondissement del Benin situato nella città di Ouaké (dipartimento di Donga) con 3.803 abitanti (dato 2006).